# Медвежья (приток Кулымского Ёгана)
Медвежья — река в России, протекает по Александровскому району Томской области. Устье реки находится в 6 км по левому берегу реки Кулымский Ёган. Длина реки составляет 26 км.

## Данные водного реестра
По данным государственного водного реестра России относится к Верхнеобскому бассейновому округу, водохозяйственный участок реки — Обь от впадения реки Васюган до впадения реки Вах, речной подбассейн реки — Васюган. Речной бассейн реки — (Верхняя) Обь до впадения Иртыша.